# Drvetine
Drvetine su naseljeno mjesto u općini Bugojno, Federacija Bosne i Hercegovine, BiH.

## Povijest
U Drvetinama je podružna crkva župe sv. Ante Padovanskog iz Bugojna. Crkva je izgrađena 1970. godine, 1988. zvonik i prostorija za vjeronauk. U crkvi je križni put Josipa Biffela te slika sv. Ane Ivice Radoša.
Stradalo u bošnjačko-hrvatskom sukobu. Nakon bitke za Bugojno, manji broj hrvatski civila je ostao. U Drvetinama i drugim selima s mješovitim stanovništvom kuće i gospodarske zgrade Hrvata su spaljene ili minirane. U Drvetinama su 7. kolovoza 1993. godine pripadnici Armije BiH zapalili katoličku crkva, izgorio je krov i urušio se, ostali su samo goli zidovi. Uništieno je i katoličko groblje.
Srpnja 1993. ubile su muslimansko-bošnjačke postrojbe u Drvetinama četvoricu Hrvata. To su: Zdravko (Ivo) Božić (r. 1956.), Dominko (Ante) Jukić (r. 1941.), Frano (Ivica) Bijader (r. 1957.) i Ivo (Nikola) Miljak (r. 1974.).

## Stanovništvo

### 1991.
Nacionalni sastav stanovništva 1991. godine, bio je sljedeći:
ukupno: 292
- Muslimani - 134
- Hrvati - 130
- Srbi - 17
- Jugoslaveni - 9
- ostali, neopredijeljeni i nepoznato - 2

### 2013.
Nacionalni sastav stanovništva 2013. godine, bio je sljedeći:
ukupno: 196
- Bošnjaci - 159
- Hrvati -  37
- ostali, neopredijeljeni i nepoznato - 1